# St. Laurentius (Elmpt)

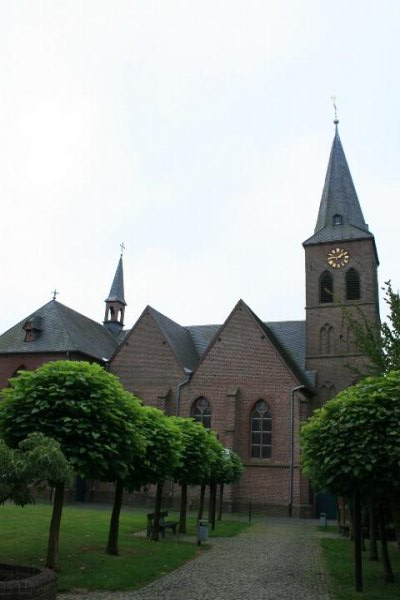
St. Laurentius in Elmpt

St. Laurentius ist eine römisch-katholische Pfarrkirche in Elmpt, einem Ortsteil der Gemeinde Niederkrüchten im Kreis Viersen in Nordrhein-Westfalen. Die Kirche ist unter Nummer 18 in die Liste der Baudenkmäler in Niederkrüchten eingetragen und steht unter dem Patronat des hl. Laurentius von Rom.
Zur Pfarre zählen neben Elmpt auch Dilborn, Graskamp, Hillenkamp, Kapelle, Kreithövel, Lehmkul, Lüsekamp, Overhetfeld, Rieth, Steinkenrath, Venekoten und Zollamt.

## Geschichte
Die Kirche von Elmpt war ursprünglich eine Eigenkirche der Herren von Elmpt. Im 15. Jahrhundert wurde hier eine neue Kirche in Formen der Gotik erbaut. Zwischen 1611 und 1615 erbaute man den Glockenturm. Diese Kirche ist im Wesentlichen noch heute erhalten. Lediglich der gotische Chor wurde 1904 abgebrochen und die zu klein gewordene Pfarrkirche nach Osten um ein Querschiff, einen neuen Chor und zwei neue Sakristeianbauten erweitert. Die Pläne zur Erweiterung entwarf der Aachener Architekt Matthias Peters.

## Baubeschreibung
St. Laurentius ist eine dreischiffige und dreijochige Hallenkirche aus Backstein im Stil der Gotik mit ausladendem Querschiff und fünfseitig geschlossenem Chor im Osten in Formen der Neugotik und vorgebautem viergeschossigem Glockenturm im Westen.

## Ausstattung
Der neugotische Hochaltar ist ein Werk der Roermonder Werkstatt Lenaerts & Houtermans aus dem Jahr 1863, die Orgel mit ihren 16 Registern ist ein Werk der Bonner Werkstatt Johannes Klais Orgelbau aus dem Jahr 1921. Zudem befindet sich in der Kirche noch ein Beichtstuhl aus dem 17./18. Jahrhundert.

## Pfarrer
Folgende Priester wirkten bislang als Pfarrer an St. Laurentius:
- 1919–1929: Hermann Wilms
- 1930–1931: Anton Czerwonka
- 1931–1951: Theodor Trecker
- 1951–1979: Eduard König
- 1979–1998: Hermann Josef Baumann
- 1998–2024: Wolfram Weihrauch
- Seit 2024: P. Damian Ugwuanyi SMMM (Pfarradministrator)